# Apalis de Bamenda
L'apalis de Bamenda (Apalis bamendae) és una espècie d'ocell passeriforme que pertany a la família Cisticolidae endèmica del Camerun, a l'oest d'Àfrica.

## Hàbitat
L'hàbitat natural són els boscos humits tropicals de terres baixes i la sabana.